# 圣地亚哥骑士团
圣地亚哥騎士團（加利西亞語：Orde de Santiago；西班牙語：Orden de Santiago）是一個西班牙天主教軍事修會，創建於十二世紀的萊昂王國，名稱源自加利西亞和西班牙的主保聖人聖雅各。騎士團組成的目的是為了捍衛基督教與保護朝聖路線聖雅各之路上的朝聖者。
1523年圣地亚哥騎士團大團長開始由西班牙國王兼任，1873年西班牙第一共和國時期一度廢除，波旁王朝復辟後重新恢復，1931年阿方索十三世退位後被撤除。今日，聖地亚哥騎士團作為一種西班牙社會、宗教榮譽的騎士勳位繼續存在。

## 聖雅各大十字架
騎士團的標誌是一個像把劍的紅色十字架，劍柄上附有鳶尾花的形狀，騎士們會把該標誌繡於其白色披肩之上。十字架末端的鳶尾花代表著“純潔的榮譽”，參考自使徒聖雅各的個人特質。
劍代表使徒聖雅各和他的殉教犧牲，因為他堅持信仰而被劍斬首。在一定意義上它也可以象徵以基督之名拔劍作戰。
有人說它的形狀起源於十字軍東征時代，騎士們將底部削尖插進地面來進行每天彌撒的十字架。

## 歷史
儘管騎士團是以聖地亞哥-德孔波斯特拉來命名，但其實騎士團的創建地和總部都不在此地，從1157年起騎士團有兩大分支分別在萊昂和卡斯蒂利亞的烏克萊斯，萊昂國王費爾南多二世和卡斯蒂利亞國王阿方索八世都宣稱自己旗下騎士團的正統，因此出現了長時間的爭議。直到1230年卡斯蒂利亞國王費爾南多三世統一了萊昂王國，兩個分支才合而為一，總部設於昆卡省烏克萊斯。騎士團的第一位大團長是佩德羅·費爾南德斯·德卡斯特羅，國王的士兵和前十字軍戰士。
不同於其他規矩嚴厲的騎士團，聖地亚哥騎士團前期採用較溫和的聖奧斯定會規。在萊昂，他們也依照聖埃洛伊的戒律來保護聖地亚哥之路庇護所的朝聖者，就像其他混合軍事和宗教性質的修道會一樣，例如醫院騎士團或聖約翰騎士團等等。
騎士團的戰爭是跟伊比利亞半島的歷史相輔相成的，他們最主要的任務是驅逐南方的穆斯林（收復失地運動），有時獨自成軍，有時跟西班牙皇家軍隊一同合作。1492年之後騎士團還組織了許多海外的探險遠征，為了補充兵力，團員都被強制規定六個月的海上服役，但很容易用金錢買到豁免權。
卡洛斯一世統治期間，教皇亞得里安六世將阿爾坎塔拉騎士團、卡拉特拉瓦騎士團和聖地亞哥騎士團三大騎士團結合在西班牙王冠之下。從此三者皆由一個國王管轄，但他們的頭銜和財產仍然是獨立的。為了履行管理職責，查理五世成立騎士團理事會，由一位國王任命的代表和六位各騎士團成員組成，理事會完全掌控每個騎士團的自主權，騎士團的席位只剩下榮譽性質的意義。